# Frank Scrine
Frank Scrine (9. januar 1925 - 5. oktober 2001) var en walisisk fodboldspiller (angriber). Han spillede for henholdsvis Swansea City i hjemlandet samt for engelske Oldham.
Scrine spillede desuden to kampe for Wales' landshold, én i 1949 og én i 1950.